# Copa México 1957-1958
La Copa México 1957-1958 è stata la quarantaduesima edizione del secondo torneo calcistico messicano e la quindicesima nell'era professionistica del calcio messicano. È cominciata il 2 marzo e si è conclusa il 13 aprile 1958. La vittoria finale è stata del León.

## Formula
Le 14 squadre partecipanti si affrontano in turni ad eliminazione (con gare di andata e ritorno i primi tre turni, in gara unica la finale).

## Ottavi di finale
- Il Club America e l'Atletico Morelia passano il turno senza giocare.

| Squadra 1    | Totale         | Squadra 2   | Andata      | Ritorno      |
| ------------ | -------------- | ----------- | ----------- | ------------ |
|              |                |             | 2 mar. 1958 | 12 mar. 1958 |
| Atlas        | 0 - 5          | León        | 0 - 0       | 0 - 5        |
| Cuautla      | 3 - 4          | Atlante     | 2 - 1       | 1 - 3        |
| Irapuato     | 2 - 2(2-3 dcr) | Guadalajara | 0 - 0       | 2 - 2dts     |
| Toluca       | 4 - 1          | Necaxa      | 2 - 1       | 2 - 0        |
| CD Zacatepec | 5 - 5(2-1 dcr) | Tampico     | 3 - 2       | 2 - 3dts     |
| Zamora       | 3 - 7          | Oro         | 2 - 4       | 1 - 3        |

## Quarti di finale
| Squadra 1         | Totale | Squadra 2   | Andata       | Ritorno       |
| ----------------- | ------ | ----------- | ------------ | ------------- |
|                   |        |             | 15 mar. 1958 | 23 mar. 1958  |
| Atlante           | 2 - 1  | América     | 2 - 0        | 0 - 1         |
| Deportivo Morelia | 4 - 2  | Guadalajara | 0 - 1        | 4 - 1         |
| Oro               | 1 - 2  | León        | 1 - 1        | 0 - 1(d.t.s.) |
| CD Zacatepec      | 2 - 0  | Toluca      | 0 - 0        | 2 - 0         |

## Semifinali
| Squadra 1         | Totale | Squadra 2    | Andata       | Ritorno     |
| ----------------- | ------ | ------------ | ------------ | ----------- |
|                   |        |              | 30 mar. 1958 | 6 apr. 1958 |
| Atlante           | 3 - 4  | CD Zacatepec | 1 - 2        | 2 - 2       |
| Deportivo Morelia | 1 - 5  | León         | 0 - 2        | 1 - 3       |

## Finale
| Città del Messico 13 aprile 1958, ore 15:00 | León | 5 – 2 (d.t.s.) | CD Zacatepec | Estadio Universitario |

### Verdetto finale
Il León vince la copa México 1957-1958.

## Coppa "Campeón de Campeones" 1958
- Partecipano le squadre vincitrici del campionato messicano: Zacatepec e della coppa del Messico: León. Lo Zacatepec si aggiudica il titolo.

## Finale
| Città del Messico 20 aprile 1958, ore 15:00 | CD Zacatepec | 1 – 0 | León | Estadio Universitario |
| \| \| \| \| \| 67’ Carlos Lara \| Marcatori \| \| \| Nelson Festa Baltazar “Tito” Izaguirre Ortiz José Antonio Roca De la Peña Héctor Ortiz Agustín Díaz Antonio Jasso Carlos Lara Carlos Turcato Ernesto Candia \| Formazioni \| Archibaldo Sánchez Oscar Nova Perales Miguel Gutiérrez Luis Luna Rocha Alfredo Hernández Jerónimo Di Florio Mateo de la Tijera Oswaldo Martinolli J. Bozza \| \| Ignacio Trélles \| Allenatori \| Antonio López Herranz \| |              | |      |                       |
| |              | |      |                       |
| 67’ Carlos Lara | Marcatori    | |      |                       |
| Nelson Festa Baltazar “Tito” Izaguirre Ortiz José Antonio Roca De la Peña Héctor Ortiz Agustín Díaz Antonio Jasso Carlos Lara Carlos Turcato Ernesto Candia | Formazioni   | Archibaldo Sánchez Oscar Nova Perales Miguel Gutiérrez Luis Luna Rocha Alfredo Hernández Jerónimo Di Florio Mateo de la Tijera Oswaldo Martinolli J. Bozza |      |                       |
| Ignacio Trélles | Allenatori   | Antonio López Herranz |      |                       |